# Vlaamse Wielerweek
De Vlaamse Wielerweek is een serie wielerklassiekers die in het voorjaar wordt verreden in Vlaanderen.
Bepalend voor de wielerweek is de datum waarop de Ronde van Vlaanderen wordt verreden. Deze vormt namelijk het hoogtepunt van de week. De andere wedstrijden zijn als het ware een opmaat.
De week omvat de volgende klassiekers:
- Dwars door Vlaanderen (op de woensdag voor de Ronde van Vlaanderen)
- E3 Harelbeke (op vrijdag, één week voor de Ronde van Vlaanderen)
- Oxyclean Classic Brugge-De Panne (woensdag vóór Gent-Wevelgem - vroeger Driedaagse De Panne-Koksijde)
- Ronde van Vlaanderen (op de 14e zondag van het jaar)

Gent-Wevelgem wordt sinds 2010 op de zondag voor de Ronde van Vlaanderen verreden en valt dus ook in de Wielerweek.
Eerder viel ook de Brabantse Pijl in de Vlaamse Wielerweek op de zondag voor de Ronde van Vlaanderen, maar deze verhuisde in 2010 naar de woensdag voor de Amstel Gold Race.

## Lijst van winnaars
| Jaar | Dwars door Vlaanderen | E3-Prijs Harelbeke | Gent-Wevelgem            | Driedaagse de Panne      | Ronde van Vlaanderen |
| ---- | --------------------- | ------------------ | ------------------------ | ------------------------ | -------------------- |
| 2022 | Mathieu van der Poel  | Wout Van Aert      | Biniam Girmay            | Tim Merlier              | Mathieu van der Poel |
| 2021 | Dylan van Baarle      | Kasper Asgreen     | Wout Van Aert            | Sam Bennett              | Kasper Asgreen       |
| 2020 | Niet verreden         | Niet verreden      | Mads Pedersen            | Yves Lampaert            | Mathieu van der Poel |
| 2019 | Mathieu van der Poel  | Zdeněk Štybar      | Alexander Kristoff       | Dylan Groenewegen        | Alberto Bettiol      |
| 2018 | Yves Lampaert         | Niki Terpstra      | Peter Sagan              | Elia Viviani             | Niki Terpstra        |
| 2017 | Yves Lampaert         | Greg Van Avermaet  | Greg Van Avermaet        | Philippe Gilbert         | Philippe Gilbert     |
| 2016 | Jens Debusschere      | Michal Kwiatkowski | Peter Sagan              | Lieuwe Westra            | Peter Sagan          |
| 2015 | Jelle Wallays         | Geraint Thomas     | Luca Paolini             | Alexander Kristoff       | Alexander Kristoff   |
| 2014 | Niki Terpstra         | Peter Sagan        | John Degenkolb           | Guillaume Van Keirsbulck | Fabian Cancellara    |
| 2013 | Oscar Gatto           | Fabian Cancellara  | Peter Sagan              | Sylvain Chavanel         | Fabian Cancellara    |
| 2012 | Niki Terpstra         | Tom Boonen         | Tom Boonen               | Sylvain Chavanel         | Tom Boonen           |
| 2011 | Nick Nuyens           | Fabian Cancellara  | Tom Boonen               | Sébastien Rosseler       | Nick Nuyens          |
| 2010 | Matti Breschel        | Fabian Cancellara  | Bernhard Eisel           | David Millar             | Fabian Cancellara    |
| 2009 | Kevin Van Impe        | Filippo Pozzato    | Edvald Boasson Hagen     | Frederik Willems         | Stijn Devolder       |
| 2008 | Sylvain Chavanel      | Kurt-Asle Arvesen  | Óscar Freire             | Joost Posthuma           | Stijn Devolder       |
| 2007 | Tom Boonen            | Tom Boonen         | Marcus Burghardt         | Alessandro Ballan        | Alessandro Ballan    |
| 2006 | Frederik Veuchelen    | Tom Boonen         | Thor Hushovd             | Leif Hoste               | Tom Boonen           |
| 2005 | Niko Eeckhout         | Tom Boonen         | Nico Mattan              | Stijn Devolder           | Tom Boonen           |
| 2004 | Ludovic Capelle       | Tom Boonen         | Tom Boonen               | George Hincapie          | Steffen Wesemann     |
| 2003 | Robbie McEwen         | Steven de Jongh    | Andreas Klier            | Raivis Belohvoščiks      | Peter Van Petegem    |
| 2002 | Baden Cooke           | Dario Pieri        | Mario Cipollini          | Peter Van Petegem        | Andrea Tafi          |
| 2001 | Niko Eeckhout         | Andrei Tchmil      | George Hincapie          | Nico Mattan              | Gianluca Bortolami   |
| 2000 | Tristan Hoffman       | Sergej Ivanov      | Geert Van Bondt          | Vjatsjeslav Jekimov      | Andrei Tchmil        |
| 1999 | Johan Museeuw         | Peter Van Petegem  | Tom Steels               | Peter Van Petegem        | Peter Van Petegem    |
| 1998 | Tom Steels            | Johan Museeuw      | Frank Vandenbroucke      | Michele Bartoli          | Johan Museeuw        |
| 1997 | Andrei Tchmil         | Hendrik Van Dijck  | Philippe Gaumont         | Johan Museeuw            | Rolf Sørensen        |
| 1996 | Tristan Hoffman       | Carlo Bomans       | Tom Steels               | Vjatsjeslav Jekimov      | Michele Bartoli      |
| 1995 | Jelle Nijdam          | Bart Leysen        | Lars Michaelsen          | Michele Bartoli          | Johan Museeuw        |
| 1994 | Carlo Bomans          | Andrei Tchmil      | Wilfried Peeters         | Fabio Roscioli           | Gianni Bugno         |
| 1993 | Johan Museeuw         | Mario Cipollini    | Mario Cipollini          | Eric Vanderaerden        | Johan Museeuw        |
| 1992 | Olaf Ludwig           | Johan Museeuw      | Mario Cipollini          | Frans Maassen            | Jacky Durand         |
| 1991 | Eric Vanderaerden     | Olaf Ludwig        | Djamolidin Abdoesjaparov | Jelle Nijdam             | Edwig Van Hooydonck  |
| 1990 | Edwig Van Hooydonck   | Søren Lilholt      | Herman Frison            | Erwin Nijboer            | Moreno Argentin      |